# Robert Simon (Eishockeyspieler)
Robert Simon (* 20. Oktober 1964 in der Tschechoslowakei) ist ein ehemaliger deutscher Eishockeyspieler.

## Karriere
Der Stürmer Robert Simon begann seine Karriere in Vítkovice, einem Stadtteil von Ostrava, wo er auf dem Sprung in die höchste Spielklasse war. Jedoch wollte Simon das kommunistische Land verlassen, um in Deutschland Karriere zu machen. Über Weihnachten 1985 reiste er zusammen mit seinem Bruder nach Italien, um die gemeinsame Schwester zu besuchen. Auf der Rückreise setzte sich Robert Simon in der Nähe von Salzburg ab und floh nach Iserlohn. Der ebenfalls aus Tschechien stammende Thomas Dolak senior holte Robert Simon zum Bundesligisten ECD Iserlohn. Während der Saison 1987/88 stellten die Iserlohner nach der Insolvenz den Spielbetrieb ein und Simon wechselte zum Zweitligisten EHC Essen-West.
Zur Saison 1988/89 wechselte Robert Simon zum Bundesligaaufsteiger EHC Freiburg, ehe er 1990 zum ECD Sauerland zurückkehrte. Mit dem Nachfolgeverein des ECD Iserlohn wurde Simon 1991 Meister der 2. Bundesliga Nord, verpasste aber in der Endrunde den möglichen Aufstieg in die Bundesliga. In der Saison 1991/92 spielte Robert Simon erneut für den EHC Essen-West in der 2. Bundesliga Nord, ehe er sich 1992 den Schalker Haien in der drittklassigen Oberliga Nord anschloss. In der Saison 1993/94 gelangen Robert Simon 77 Saisontore. Mitte der 1990er Jahre wurde Simon zum Wandervogel und spielte für den Herner EV, den EC Devils Königsborn, den Iserlohner EC, den Herne Miners, der Limburger EG und Eintracht Braunschweig.
Während der Saison 1998/99 wechselte Robert Simon zum Herforder EC. Mit den Ostwestfalen wurde er in der Saison 1999/2000 zunächst Meister der viertklassigen Regionalliga NRW und schaffte später den Aufstieg in die Oberliga Nord. Anschließend schloss sich Simon dem Regionalligisten ESC Hamm an, für den er bis 2003 spielte. Später war Robert Simon noch für die 1b-Mannschaft des Iserlohner EC, für den EHC Preussen Krefeld und den EHC Netphen ’08 aktiv, ehe er im Jahre 2011 seine aktive Karriere beendete. Später wirkte er noch als Trainer beim Iserlohner EC und dem Königsborner JEC.
Robert Simon ist selbständiger Tischler. Er ist mit der ehemaligen Dressurreiterin Sandra Walther verheiratet und hat einen Sohn. Über viele Jahre litt Robert Simon an einer Alkoholkrankheit. Nach eigenen Angaben habe er teilweise zehn halbe Liter getrunken.

## Erfolge
- 1989 Meister der Oberliga und Aufstieg in die 2. Bundesliga mit dem ECD Sauerland
- 2000 Meister der Regionalliga und Aufstieg in die Oberliga mit dem Herforder EC
- 2009 Aufstieg in die Landesliga NRW mit dem EHC Preussen Krefeld
- 2010 Meister der Landesliga NRW und Aufstieg in die Regionalliga mit dem EHC Netphen ’08

## Karrierestatistik
(Legende zur Spielerstatistik: Sp oder GP = absolvierte Spiele; T oder G = erzielte Tore; V oder A = erzielte Assists; Pkt oder Pts = erzielte Scorerpunkte; SM oder PIM = erhaltene Strafminuten; +/− = Plus/Minus-Bilanz; PP = erzielte Überzahltore; SH = erzielte Unterzahltore; GW = erzielte Siegtore; 1 Play-downs/Relegation; Kursiv: Statistik nicht vollständig)